# 奥中山高原スキー場
奥中山高原スキー場（おくなかやまこうげんスキーじょう）は、岩手県二戸郡一戸町にあるスキー場。営業期間は例年12月中旬頃 - 3月末頃。ナイター設備あり。

## 概要
岩手県北部の高原地帯に位置する。ゲレンデは西岳 (1,018m) の東から北東斜面に広がっている。晴れた日には八甲田山系や北上山系、雄大な岩手山などの山々の他、南方約45kmの盛岡市街を望むこともできる。
ペアリフトが5基あり、うち2基がナイター営業に対応している。営業時間は8:30 - 16:30（ナイター営業時は20:00まで）となっている。
スロープゲレンデのほかにクロスカントリーコースが常設されている。
スキー場の周辺は奥中山高原温泉や釣り堀、岩手県立児童館『いわて子どもの森』などがあり、季節や年齢を問わずに楽しむことができる。

## アクセス

### 自動車利用
- 東京方面から:東北自動車道滝沢I.C.から国道4号を北上、約50分。
- 八戸方面から:八戸自動車道一戸I.C.から国道4号を南下、約40分。

### 列車・バス利用
- 東京方面から
  - 盛岡駅乗換え
    - 東北新幹線 東京駅 - 盛岡駅約2時間30分、IGRいわて銀河鉄道 盛岡駅 - 奥中山高原駅約45分、奥中山高原駅からバス約10分

  - いわて沼宮内駅乗換え
    - 東北新幹線 東京駅 - いわて沼宮内駅約2時間45分、IGRいわて銀河鉄道 いわて沼宮内駅 - 奥中山高原駅約10分、奥中山高原駅からバス約10分
- 青森方面から
  - 八戸駅乗換え
    - 東北新幹線 新青森駅 - 八戸駅約25分、青い森鉄道、IGRいわて銀河鉄道 八戸駅 - 奥中山高原駅約60分、奥中山高原駅からバス約10分

  - 二戸駅乗換え
    - 東北新幹線 新青森駅 - 二戸駅約40分、IGRいわて銀河鉄道 二戸駅 - 奥中山高原駅約25分、奥中山高原駅からバス約10分